# Гордієнко Олексій Федорович
Олексій Федорович Гордієнко (нар. 16 серпня 1929, село Дмухайлівка, тепер Магдалинівського району Дніпропетровської області — 7 липня 2010, Миколаїв) — український радянський партійний діяч. Кандидат у члени ЦК КПУ в 1986—1990 р. Депутат Верховної Ради УРСР 9—11-го скликань. Член Центральної Ревізійної Комісії КПРС у 1976—1981 р. Кандидат у члени ЦК КПРС у 1981—1986 р. 

## Біографія
У 1949 році закінчив Дніпропетровський технікум залізничного транспорту. У 1949—1950 роках — електромонтажник на Закавказькій залізниці.
У 1950—1953 роках — служба у Радянській армії. 
У 1953—1960 роках — електромонтер, бригадир електриків, майстер, начальник цеху Дніпропетровського заводу металовиробів.
Член КПРС з 1957 року.
У 1960 році закінчив Український заочний політехнічний інститут у місті Харкові, інженер-електромеханік.
У 1960—1963 роках — секретар партійного комітету Дніпропетровського заводу металовиробів.
У 1963—1969 роках — голова Амур-Нижньодніпровського районного комітету народного контролю; 2-й секретар Амур-Нижньодніпровського районного комітету КПУ міста Дніпропетровська; завідувач організаційного відділу Дніпропетровського міського комітету КПУ.
У 1969—1973 роках — 1-й секретар Індустріального районного комітету КПУ міста Дніпропетровська. 
У 1973—1975 роках — 2-й секретар Дніпропетровського міського комітету КПУ.
У квітні 1975—1983 роках — 1-й секретар Дніпродзержинського міського комітету КПУ Дніпропетровської області.
Закінчив заочно Академію суспільних наук при ЦК КПРС.
У 1983 році — інспектор ЦК КПУ.
У липні 1983 — 1989 року — 2-й секретар Миколаївського обласного комітету КПУ.
З 1989 року — завідувач відділу зовнішньоекономічних відносин при Миколаївському обласному виконавчому комітеті.
Потім — на пенсії у місті Миколаєві.

## Нагороди
- три ордени Трудового Червоного Прапора
- три медалі
- Почесна грамота Президії Верховної Ради Української РСР
- почесний громадянин міста Кам'янське (Дніпродзержинська)